# فانيمبدي
فانيمبدي (فانيا مَبادي) (بالإنجليزية: Vaniyambadi)‏ هي مدينة أو مِنطَقة سكنية تقع في جنوبيِّ الهند في ضاحية فلور، بولاية تامِل نادو، يقدَّر عدد سكانها بـ 95,061 نسمة وترتفع عن سطح البحر 363 متر.
من أشهر أهلها العالم اللغوي المحقِّق الدكتور فانيا مبادي عبد الرحيم المشهور بالدكتور ف. عبد الرحيم.